# Frederic Eugene Ives
Frederick Eugene Ives (Litchfield, 17 de fevereiro de 1856 — Filadélfia, 27 de maio de 1937) foi um inventor estadunidense, pioneiro da fotografia estereoscópica a cores.